# Конекс
«Конекс» — національна мережа аптек, яка налічує понад 200 торгових точок в західних та центральних областях України та активно розвивається. Компанія була заснована 1995 року в Вінниці.

## Історія компанії
Приватне підприємство «КОНЕКС» засноване в 1995 році Мудрим Олександром Миколайовичем.
За 28 років мережа виросла до більше ніж 200 аптек. Компанія здійснює свою діяльність у 11 областях України: Вінницька, Житомирська, Івано-Франківська, Київська, Кіровоградська, Одеська, Рівненська, Тернопільська, Хмельницька, Черкаська та Чернівецька.
Аптечна мережа «Конекс» має власний, ліцензований згідно сертифікату GDP, склад, який проектувався згідно Європейських стандартів. Площа складського приміщення становить 3500 м². Тут одночасно знаходиться понад 20000 найменувань продукції. Це територія, де встановлено автоматичні системи обігріву та кондиціонування, відеоспостереження та обмежений доступ, аварійні системи сповіщення та генератори.
Відділ логістики «Конекс», у свою чергу, забезпечує своєчасну доставку ліків власним транспортом у понад 10 областей України. Авто обладнані системою обігріву та кондиціонування для забезпечення необхідних умов транспортування.
Мережа є найбільшим у Вінницькій області учасником державної програми «Доступні ліки». На 2023 рік з підприємством укладені та виконуються договори з лікувально-профілактичними закладами у Вінниці та області.
У грудні 2022 року аптечна мережа здобула перемогу в голосуванні «Народний бренд 2022» за звання кращої аптеки міста Вінниця. Цього ж року компанія стала переможцем конкурсу «Імена, яким довіряють» у номінації «Мережі аптек 2022»

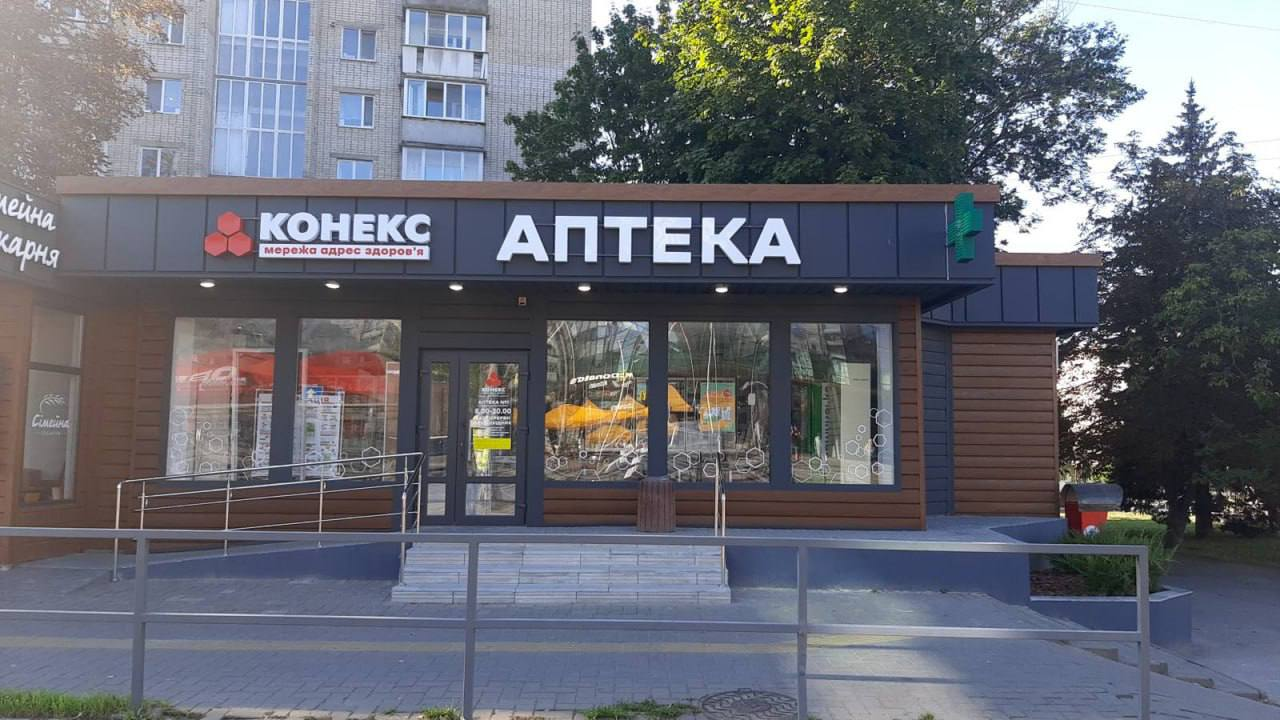
Аптека Конекс

## eTabletka.ua
2022 року був створений онлайн-сервіс з пошуку та бронювання ліків — eTabletka.ua. Він покликаний для спрощення пошуку ліків та отримання швидкої інформації про них. Крім того, він повинен замінити аналогічний, але застарілий, ресурс компанії — konex24.com.ua.

## Власні торгові марки
2007 року ПП «Конекс» заснувало ТОВ «Фітосвіт» — підприємства, що займається органічним землеробством, вирощуванням лікарської сировини для виготовленням фіточаїв і БАДів. Виробничі потужності підприємства мають повний цикл виробництва: від збирання урожаю до пакування фіточаїв.

## Гуртова торгівля
Одним із масштабних напрямків компанії є гуртова торгівля лікарськими засобами і предметами медичного призначення, якими впродовж 25 років займається відділ гуртової торгівлі та дистрибуції. 
З центрального складу, що у місті Вінниця, медикаменти доставляються власним транспортом у наступні області країни:
- Вінницька
- Дніпропетровська
- Житомирська
- Запорізька
- Івано-Франківська
- Київська
- Кіровоградська
- Львівська
- Миколаївська
- Одеська
- Рівненська
- Тернопільська
- Херсонська
- Хмельницька
- Черкаська
- Чернівецька
- Чернігівська

Продаж та доставка товару відбувається як великим мережам аптек, так і окремим приватним аптекам та лікувальним закладам. Гуртовий асортимент налічує понад 10000 найменувань медикаментів, товарів медичного призначення, лікувальної косметики, фітопродукції.

## Конекс під час повномасштабного вторгнення
Компанія з перших днів повно-масштабного вторгнення долучається до допомоги захисникам України. Протягом 2022 року «Конекс» систематично передавали ліки та медичне обладнання на потреби лікувальних закладів регіону та військовим частинам. Загальна сума наданої допомоги 2022 року становить близько 2 млн грн[первинне джерело].